# 米奇·唐老鴨·高飛三劍客
《米奇·唐老鴨·高飛三劍客》（英語：Mickey, Donald, Goofy: The Three Musketeers）是一部由华特迪士尼制作的动画电影。由达诺凡·库克负责导演。改编自《三剑客》

## 剧情
在歡度米奇75週年之後，迪士尼開始一系列全新米奇作品的計畫，尤其開始推出由米奇家族主演世界名著題材的作品。其實在以前迪士尼也曾推出不少米奇家族主演的名著故事，但都屬短篇作品，而如今迪士尼終於推出完整的長篇米奇動畫！本片是由米奇、唐老鴨、高飛主演著名的《三劍客》故事。在迪士尼的版本中，米奇、唐老鴨和高飛一直渴望成為真正英勇的劍客，然而圖謀不軌的皮特隊長卻一直想要篡位，當米妮公主遭遇危險尋求劍客協助的時候，隊長就派了米奇等三位菜鳥去保護公主，其實是希望他們任務失敗，卻沒想到米奇等三劍客居然粉碎他邪惡的陰謀，成功解救了王國。

## 配音員
| 配音                        | 配音               | 配音   | 角色                          |
| 美國                        | 台灣               | 香港   | 角色                          |
| --------------------------- | ------------------ | ------ | ----------------------------- |
| 溫奥雲                      | 吳文民             | 黃皓權 | 米奇（Mickey Mouse）          |
| 东尼·安瑟莫                 | 謝文德             | 關信培 | 唐老鸭（Donald Duck）         |
| 比尔·法尔莫                 | 陳明陽             | 高翰文 | 高飞（Goofy）                 |
| 露丝·泰勒                   | 林芳雪             | 莫蒨茹 | 米妮（Minnie Mouse）          |
| 翠丝·马可尼尔               | 劉小芸             | 郭碧珍 | 黛西（Daisy Duck）            |
| 占·康明斯                   | 洪明               | 古明華 | 皮特（Pete）                  |
| 艾波·温切尔                 | 崔幗夫             | 謝月美 | 克拉貝兒（Clarabelle Cow）    |
| 杰夫·本内特 毛里斯·拉玛尔切 | 劉傑 姜先誠 康殿宏 |        | 小猎犬男孩（The Beagle Boys） |
| 罗布·保罗森                 | 夏治世 謝文德（唱) |        | 游唱诗人（Troubadour）        |
| 杰斯·哈尔森                 |                    |        | 镇长（Major General）         |
| 法兰克·维尔克               |                    |        | 其他配音（Additional Voices） |